# やまがた紅王
やまがた紅王（やまがたべにおう）は、サクランボの品種。

## 概要
サクランボの出荷日本一として知られる山形県が開発した品種である。大玉の品種で、果実の大きさは500円玉より大きい3L〜4Lサイズ（直径3cm前後）と、世界でも最大級の大玉のサクランボとされる。酸味がやや少なく、糖度も20度以上と、山形県の主ブランドの品種である佐藤錦並みの甘さがあるという。

## 誕生〜販売まで

### 開発
山形県はサクランボの新ブランドとして、新品種となる"山形C12号"を育成し、開発した。サクランボの品種である紅秀峰の木に、レーニアと紅さやかの交配種の花粉を受粉させてできたものである。海外輸出も視野に入れ大玉品種を開発した経緯もある。
2011年から栽培試験を重ね、2017年に山形県により山形C12号の品種登録出願がなされている

### ブランド名の選定
2019年6月4日、山形C12号のブランド名を"やまがた紅王"とすることが発表された。名称に関しては2018年6月12日〜7月31日まで一般にはがきやインターネットでの公募を行い、応募件数1万5034件の中から1番多かった紅王（97件）に、産地である山形をアピールすることから紅王の前にやまがたが付けられた。紅王が品種の特徴である実の鮮やかな紅色と大きさを連想させることから決定に至った。
名称のやまがた紅王については、2019年5月16日に商標登録の出願を日本国内で行っており、海外でも香港、台湾、中国、韓国の4か国及び地域でも出願をした。山形県が開発したサクランボの品種は、やまがた紅王で７品種目となるが、商標登録を行ったのは今回が初めてである。

### 先行販売
ブランド名の発表と同時に2022年より先行販売をすることが発表された。先行販売の翌年の2023年より本格的に販売を開始する予定である。

## 収穫時期
やまがた紅王の収穫時期は6月下旬〜7月上旬とされている。この時期は収穫終盤である佐藤錦と晩生種の紅秀峰の中間とされている。新品種のやまがた紅王の導入で収穫期の分散を計っている。
生産は登録制で、2018年度から苗木の供給が行われている。